# 豐似湖
豐似湖（日语：豊似湖）位於日本於北海道日高地區幌泉郡襟裳町字目黑地，是日高山脈襟裳國定公園內唯一的天然湖泊。湖的形狀如馬蹄，故又名馬蹄湖；又因像是心形，亦稱被為心形湖，曾在石屋製菓白色戀人的電視廣告中以心形的湖出現而為人所知。
名稱來自阿伊努語的「toy-un-i」或「toy-o-i」，意思為有可食用土的地方。

## 概要
湖泊位於觀音岳東北山麓，海拔高度約在260公尺至270公尺處，湖岸周長約1公里。
雖然位於猿留川上游流域，但它是内陸湖，沒有直接流入和流出的河川。周邊地區皆為樹林，湖周遭尚有蝦夷鳴兔棲息。
駕車需由國道336號再轉林道方能抵達。

## 註解
1. ↑  小川榭. . 風傳媒. 2016-02-14  [2016-09-05]. （原始内容存档于2016-09-21）.
2. ↑  チバタカコ. . 北海道Likers. 札幌啤酒株式會社. 2014-04-11  [2016-09-05]. （原始内容存档于2016-09-15）.
3. ↑  北海道庁.  (PDF). 北海道庁.   [2017-08-17]. （原始内容存档 (PDF)于2018-04-29）.
4. ↑  . 襟裳町.   [2016-09-05]. （原始内容存档于2016-02-16） （日语）.

## 外部連結
- （日語） 豐似湖（页面存档备份，存于） - 風之町 襟裳觀光導航
- 白色戀人廣告 - HEAART LAKE
  - YouTube上的夏篇（日語）
  - YouTube上的秋篇（日語）
  - YouTube上的初冬篇（日語）